# Bio Guera

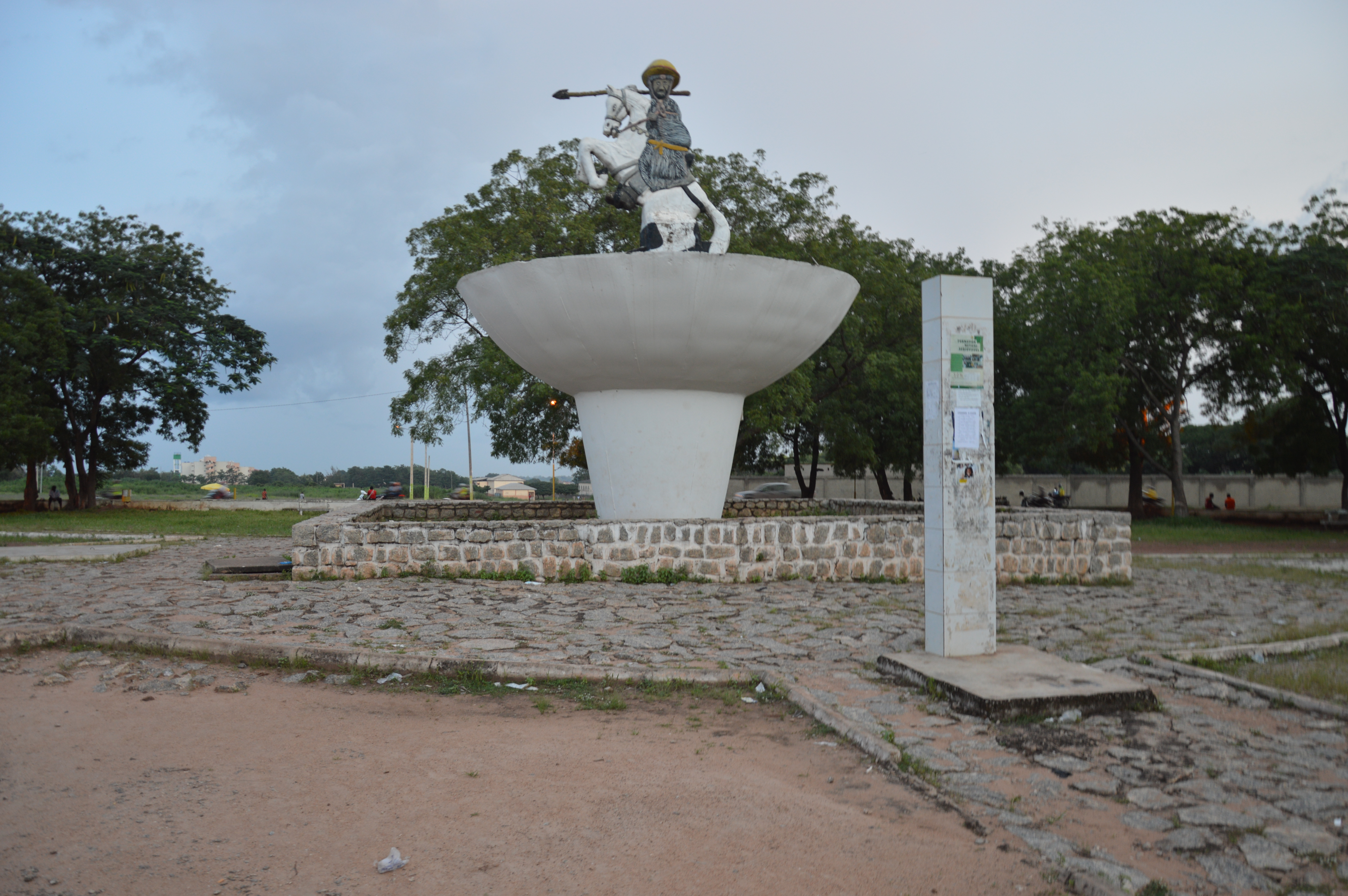
Standbeeld van Bio Guera in Parakou

Bio Guera (ook Gbaasi N'Guerra, Kalalé, 1856 - Bembèrèkè, 17 december 1916) was een strijder van de Wasangari, die zich verzette tegen de Franse kolonisatie van Borgoe in het noorden van het huidige Benin. Sinds 1975 draagt hij de titel van nationale held van Benin.

## Levensloop

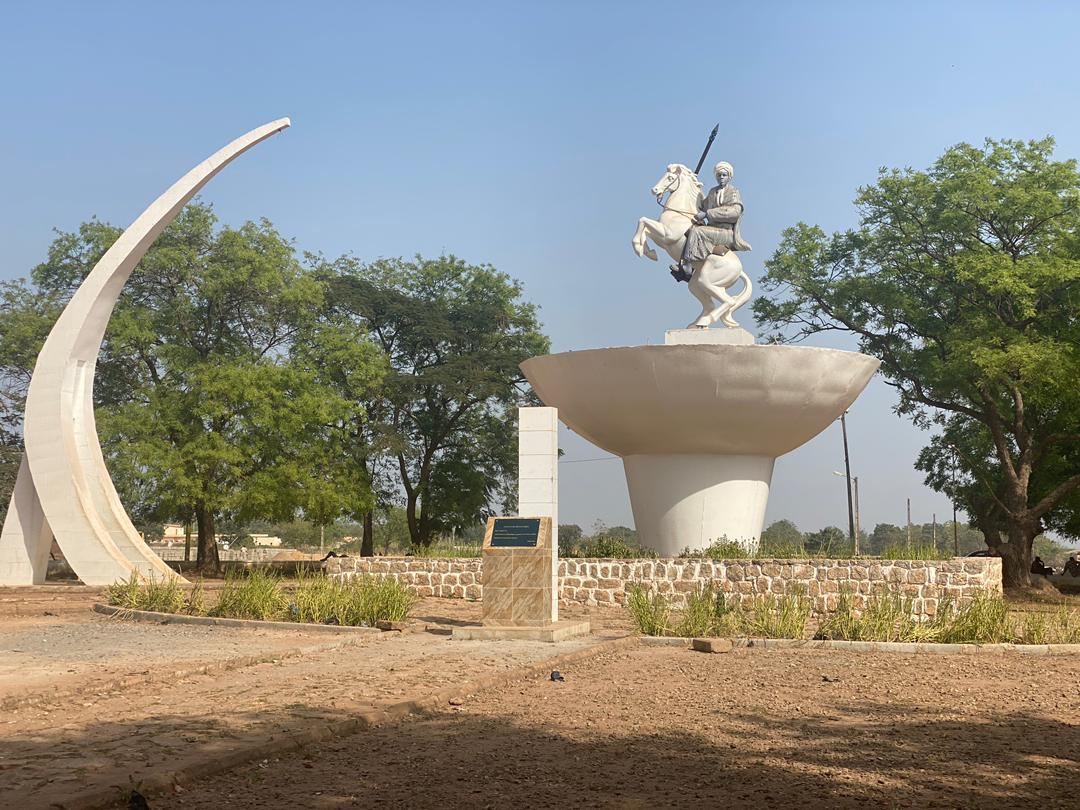
Standbeeld in Natitingou

Guera was de zoon van Sabi Yerima, een Wasangari uit het dorp Gbaasi. Zijn moeder, Yongon, was een Gando afkomstig uit het dorp Gbêkou bij Bembèrèkè. Hij was een landbouwer en handelaar in Gbaasi die geoefend was in het paardrijden en het schieten met pijl en boog. In augustus 1897 nam hij deel aan de strijd van Saka Yérima tegen de Fransen die Borgoe binnendrongen en de oude koninkrijken daar probeerden te veroveren. Daarna viel hij met succes verschillende Franse expedities in het gebied aan. Hij belegerde Bembèrèkè en trok zich daarna terug naar het noorden, naar Baura. Daar wist hij bijna een jaar uit handen te blijven van de Fransen tot hij op 17 december 1916 werd doodgeschoten.

## Eerbewijzen
In 1975 werd Bio Guera uitgeroepen tot nationale held van Benin, net als koning Béhanzin van Abomey en Kaba, een opstandeling uit Atacora. Dit kaderde in de antikoloniale politiek van de toenmalige communistische regering van Benin. Er werd voor hem een standbeeld opgetrokken in Parakou in het noorden van Benin. Op 30 juli 2022 werd een zeven meter hoog standbeeld (op een drie meter hoge sokkel) onthuld van Bio Guera bij de luchthaven van Cotonou.